# Соломоновка (Липецька область)
Соломоновка (рос. Соломоновка) — присілок у Грязінському районі Липецької області Російської Федерації.
Населення становить 0  осіб. Належить до муніципального утворення Фащевська сільрада.

## Історія
З 13 червня 1934 до 6 січня 1954 року у складі Воронезької області. Відтак входить до складу Липецької області.
Згідно із законом від 23 вересня 2004 року № 126-ОЗ органом місцевого самоврядування є Фащевська сільрада.

## Населення
| 2010 | 2013 |
| ---- | ---- |
| 0    | →0   |